# Croatian Airplay Radio Chart
Airplay Radio Chart är Kroatiens hitlista. Den presenteras varje vecka i HRT HR2 Radio som Top 40, och som Top 100 på HRT.s webbplats. Statistiken sammanställs av HRT, och är baserad på speltid i cirka 40 radiostationer i Krotien. Den startades den 16 september 2002, och är alla listor från 2 maj 2011 är tillgängliga över Internet.